# Lepidophora trypoxylona
Lepidophora trypoxylona är en tvåvingeart som beskrevs av Hall 1981. Lepidophora trypoxylona ingår i släktet Lepidophora och familjen svävflugor.
Artens utbredningsområde är Costa Rica. Inga underarter finns listade i Catalogue of Life.